# Linia kolejowa nr 685
Linia kolejowa nr 685 – pierwszorzędna, jednotorowa, zelektryfikowana linia kolejowa znaczenia państwowego łącząca stację posterunek odgałęźny Droniowiczki z posterunkiem odgałęźnym Jawornica.
Umożliwia ona przejazd pociągów z kierunku Toszka w stronę Częstochowy bez konieczności zmiany czoła pociągu na stacji Lubliniec. Jest wykorzystywana przede wszystkim przez pociągi towarowe.
Linia została w całości ujęta w sieci międzynarodowych linii transportu kombinowanego (AGTC).

## Charakterystyka techniczna
Linia w całości jest klasy D3, maksymalny nacisk osi wynosi 221 kN dla lokomotyw oraz wagonów, a maksymalny nacisk liniowy wynosi 71 kN (na 1 metr bieżący toru). Sieć trakcyjna jest typu C120-2C oraz jest przystosowana do maksymalnej prędkości do 110 km/h. Obciążalność prądowa wynosi 1725 A, a minimalna odległość między odbierakami prądu 20 m. Linia wyposażona jest w elektromagnesy samoczynnego hamowania pociągów.
Linia dostosowana jest do prędkości do 60 km/h, a jej prędkość konstrukcyjna wynosi 60 km/h. Obowiązują następujące prędkości maksymalne dla pociągów:
| kilometraż | kilometraż | pociągi pasażerskie                   | autobusy szynowe i EZT                | pociągi towarowe                      |
| od         | do         | Tor nieparzysty (kierunek: Jawornica) | Tor nieparzysty (kierunek: Jawornica) | Tor nieparzysty (kierunek: Jawornica) |
| -0,085     | 3,232      | 60                                    | 60                                    | 60                                    |